# Giacomo Antonio Leofanti
Giacomo Antonio Leofanti (falecido em 1494) foi um prelado católico romano que serviu como bispo de Patti (1486–1494).

## Biografia
No dia 9 de fevereiro de 1486, foi nomeado pelo Papa Inocêncio VIII como Bispo de Patti. Serviu como Bispo de Patti até à sua morte em 1494.